# Dog Trouble
Dog Trouble (conocido en su primer doblaje como Perro Peligroso y en el segundo como Problema Canino) el 5° episodio de la serie de Tom y Jerry dirigido por William Hanna y Joseph Barbera por Metro-Goldwyn-Mayer. Fue estrenado el 18 de abril de 1942. En este corto marca la aparición oficial del Spike (aunque en este corto no tiene nombre).

## Sinopsis
El episodio comienza con Jerry corriendo en el mantel, desafortunadamente no yéndose a ninguna parte. Prontamente se da cuenta de que Tom estaba estirando el mantel como si fuese una caminadora. Tom finalmente estira el mantel completamente, haciendo que Jerry corra al otro lado de la mesa, provocando que Tom le haga la cacería. Jerry trata de detenerse, ya que vio la boca de Tom en su camino, esperándolo y con mucha hambre. Aunque no pueda parar, Jerry usa un bigote de Tom para detenerse, se escapa y entra en su agujero. Tom entonces golpea la pared para conseguir que Jerry salga, y pacientemente espera mientras éste va de puntillas por una salida eléctrica del otro lado de la pared. Antes de que él pueda escabullirse a una posición más segura, él ve un pedazo de queso sobre una ratonera y agarra la cola de Tom y la coloca en ésta. Como su cola repetidamente se mueve, Jerry tiene que hacerlo manualmente, y luego corre por su vida mientras Tom grita de dolor. 
Jerry trata de salir corriendo por la puerta, pero corre directamente hacia un bulldog que estaba durmiendo llamado Spike, y casi lo golpea. La persecución de Tom termina al chocar con el perro, haciendo que los dos se besaran, Spike se despierta enojado por en esta perturbación y el gato se escapa, encontrando refugio subiéndose sobre una lámpara. Jerry sufre también cuando el perro lo oye riéndose de la desgracia de Tom y comienza a perseguir al ratón en su lugar. Jerry logra fugarse subiendo sobre el reloj de cuco, pero por accidente lo activa, haciendo que el pájaro salga hacia fuera dos veces (con Jerry colgándo de él), dando al perro dos posibilidades (fracasadas) para morderlo.
Sin embargo, Tom baja de la lámpara, pero el atento Spike lo fuerza a subirse de nuevo. La misma cosa pasa con Jerry, y esta vez cuando las pequeñas salidas del pájaro de cuco salen hacia fuera con Jerry a bordo, Spike tiene éxito en la destrucción del cuco, pero omite el ratón. De todos modos Jerry tiene que trepar en el aire delgado por su vida. Tom otra vez trata de escapar silenciosamente, y tiene éxito hasta que los crujidos de piso que hacen que Spike empiece a perseguirlo otra vez. Fuera de la pantalla, los sonidos de una terrible pelea son escuchados, y el ratón mortificado se resuelve a ayudar a su rival en derrotar el peligro mayor. El gato salta en un escritorio, y suena como el perro intenta morderlo, y Jerry silba a Tom para que suba sobre la cima del reloj donde es seguro. Evitan la siguiente mordida haciendo ruido, Tom finalmente logra subirse al reloj, pero sus inestables bigotes comienzan a romperse bajo la tensión. Como él se queda sin bigotes, el gato anda a tientas en el aire fino a la seguridad, y Tom estrecha su mano a Jerry para darle las gracias. Cuando Jerry pierde el equilibrio al tratar de sacudir la mano del gato, Tom devuelve el favor bajando su cola para sacarlo de la boca de Spike, y con esta alianza totalmente sellada, ellos se dan la mano.
Los nuevos aliados conspiran un plan juntos; Jerry sale a través de los lados de techo, y baja por una cortina, y cae en un cesto de la costura. Él ata un pedazo del hilo largo en su cuerpo y comienza a moverse por la casa. Como parte del plan, Tom groseramente se burla del perro, y Spike empieza a perseguirlo, sostiene hacia fuera su cola, continuamente tirándolo de encima siempre que Spike trata de morderlo. Mientras tanto, el ratón ha tejido la totalidad del hilo por la casa como una trampa para Spike. Como el perro se enoja por su fracaso, Jerry tira encima desde detrás y le patea el trasero. Cuando el perro aterriza, sobresale su lengua y lanza los labios del perro sobre su propia cara, provocando  que Spike lo persega alrededor del rincón. El ratón entonces se oculta y deja a Spike para que caiga en la trampa de hilo, destruyendo completamente el cuarto. Mammy Two Shoes entra repentinamente y, fuera de la pantalla, tira a Spike fuera de la casa (porque él no es su perro). 
Tom y Jerry despiden a Spike mientras es llevado afuera, y Tom da un suspiro de alivio, hasta que un instante después se escucha detrás de la cortina que una ratonera atrapa la cola de Tom, y a pesar de la negación triste de Jerry, la persecución se reanuda para poner fin al episodio.

## Curiosidades
- Es el último de los cortos en el que Tom se mueve como un gato normal (con cuatro patas). Desde entonces apareció erguido como un ser humano.
- Es el debut de Spike.
- En este corto Mammy Two Shoes dice que Spike no es su perro, pero en algunos cortos se puede ver que Spike es la mascota de Mammy Two Shoes este cambio quizás se debe, para mantener a Spike más cerca de Tom y Jerry.
- En este corto Spike también es enemigo de Jerry, pero en los siguientes cortos ya son amigos al grado de que spike suele defender a Jerry de Tom.